# Karol Machata
Karol Machata (* 13. Januar 1928 in Malacky; † 3. Mai 2016 in Bratislava) war ein slowakischer Schauspieler.
Machata war von 1950 an bis 1995 in verschiedenen tschechischen und slowakischen Kino- und Fernsehproduktionen zu sehen, die teils auch auf Deutsch synchronisiert wurden, wie etwa 1983 Der Salzprinz und 1989 Der Furchtlose.

## Filmografie (Auswahl)
- 1952: Mladé srdcia
- 1956: Čisté ruky
- 1974: Eine verschüttete Quelle (Skrytý prameň)
- 1978: Schatten eines heißen Sommers (Stíny horkého léta)
- 1983: Der Salzprinz (Sůl nad zlato)
- 1986: Kohút nezaspieva
- 1987: Frankensteins Tante (Frankensteinova teta)
- 1989: Der Furchtlose (Nebojsa)